# 納夫辛克 (新澤西州)
納夫辛克（英語：Navesink）是位於美國新澤西州蒙茅斯縣的普查規定居民點。

## 人口
根據2020年美國人口普查的數據，納夫辛克的面積為2.32平方千米，當中陸地面積為2.39平方千米，而水域面積為0.03平方千米。當地共有人口2004人，而人口密度為每平方千米863.79人。